# Neocompsa thelgema
Neocompsa thelgema là một loài bọ cánh cứng trong họ Cerambycidae.